# Yarek Gasiorowski
Yarek Gasiorowski Hernandis (polsky: Gąsiorowski; * 12. ledna 2005) je španělský profesionální fotbalista, který hraje na pozici středního obránce za klub Valencia CF.

## Mládí
Gąsiorowski se narodil ve Španělsku polskému otci a španělské matce. Jeho matka ho pojmenovala polským jménem Jarek a první písmeno nahradila písmenem Y, aby zachovala polštinu (ja), nikoli španělskou výslovnost (xa).

## Klubová kariéra
Gąsiorowski si v roce 2012 vyzkoušel dres Valencie a krátce poté se připojil k její akademii. Dne 4. srpna 2022 podepsal s klubem profesionální smlouvu na 5 let. V září 2022 byl anglickým deníkem The Guardian vyhlášen jedním z nejlepších hráčů na celém světě narozených v roce 2005.

## Reprezentační kariéra
Gąsiorowski má dvojí občanství (Španělsko a Polsko) a obdržel pozvánky do španělské reprezentace do 17 let a polské reprezentace do 17 let. Dvakrát byl povolán do polské reprezentace do 17 let, obě však byly zamítnuty Valencií. Poté se Gąsiorowski rozhodl hrát za Španělsko (jedním z důvodů byla jeho neznalost polštiny). V září 2022 byl povolán do španělské reprezentace do 19 let.

## Statistiky

### Klubové
Platí k zápasu hranému 29. dubna 2024.
| Klub              | Sezóna            | Liga               | Liga   | Liga | Národní pohár | Národní pohár | Ostatní | Ostatní | Celkově | Celkově |
| Klub              | Sezóna            | Soutěž             | Zápasy | Góly | Zápasy        | Góly          | Zápasy  | Góly    | Zápasy  | Góly    |
| ----------------- | ----------------- | ------------------ | ------ | ---- | ------------- | ------------- | ------- | ------- | ------- | ------- |
| Valencia B        | 2022/23           | Segunda Federación | 2      | 0    | —             | —             | 2       | 0       | 4       | 0       |
| Valencia B        | 2023/24           | Segunda Federación | 7      | 0    | —             | —             | 0       | 0       | 7       | 0       |
| Valencia B        | Celkově           | Celkově            | 9      | 0    | —             | —             | 2       | 0       | 11      | 0       |
| Valencia          | 2023/24           | La Liga            | 10     | 0    | 2             | 0             | 0       | 0       | 12      | 0       |
| Celkově v kariéře | Celkově v kariéře | Celkově v kariéře  | 19     | 0    | 2             | 0             | 2       | 0       | 23      | 0       |

## Úspěchy
Španělsko U19
- Mistrovství Evropy ve fotbale hráčů do 19 let: 2024

Individuální
- Tým turnaje Mistrovství Evropy ve fotbale hráčů do 19 let: 2024